# Lauren Dolan
Lauren Dolan (Exeter, 19 de septiembre de 1999) es una deportista británica que compite en ciclismo en la modalidad de ruta. Ganó una medalla de bronce en el Campeonato Mundial de Ciclismo en Ruta de 2019, en la contrarreloj por relevos mixtos.

## Medallero internacional
| Campeonato Mundial | Campeonato Mundial      | Campeonato Mundial | Campeonato Mundial              |
| Año                | Lugar                   | Medalla            | Competición                     |
| ------------------ | ----------------------- | ------------------ | ------------------------------- |
| 2019               | Yorkshire (Reino Unido) | Medalla de bronce  | Contrarreloj por relevos mixtos |

## Equipos
- Bizkaia Durango (06.2019-2020)